# Ilinden–Preobrazhenie oprør
Ilinden – Preobrazhenie-oprøret, eller simpelthen Ilinden-oprøret fra august - oktober 1903  Ilindensko-Preobražensko vǎstanie ; makedonsk: Илинденско востание , Ilindensko vostanie ; græsk: Εξέγερση του Ίλιντεν , Eksegersi tou Ilinden ), var et organiseret oprør mod det osmanniske imperium, der blev forberedt og udført af den interne makedonske-adrianopels revolutionære organisation  med støtte fra den øverste makedoniske-adrianopelskomité. Oprørets navn henviser til Ilinden, et navn for Elias tid, og til Preobrazhenie, hvilket betyder Transfiguration. Oprøret varede fra begyndelsen af august til slutningen af oktober og dækkede et stort område fra den østlige Sortehavskyst til bredden af søen Ohrid.
Oprøret i regionen Makedonien ramte det meste af de centrale og sydvestlige dele af Monastir vilajet, der hovedsageligt havde støtte blandt de lokale bulgarske bønder,     og til en vis grad af Aromansk befolkning i regionen. Den midlertidige regering blev etableret i byen Kruševo, hvor oprørerne proklamerede Kruševo-republiken, som blev overskredet efter kun ti dage, den 12. august. Den 19. august førte et nært beslægtet oprør organiseret af bulgarske bønder i Adrianople Vilayet til frigørelsen af et stort område i Strandzha-bjergene og oprettelsen af en foreløbig regering i Vassiliko, Strandzha-republikken. Dette varede omkring tyve dage, før det blev nedlagt af tyrkerne. Opstanden opslugte også vilayets i Kosovo og Salonika.
Da oprøret var startet, var mange af dets mest lovende potentielle ledere, herunder Ivan Garvanov og Gotse Delchev, allerede blevet arresteret eller dræbt af osmannerne, og indsatsen blev afskaffet inden for et par måneder. De overlevende formåede at opretholde en gerillakampagne mod tyrkerne i de næste par år, men dens større virkning var, at den overtalte de europæiske magter til at forsøge at overbevise den osmanniske sultan om, at han måtte tage en mere forsonende holdning til sine kristne undersåtter i Europa.